# Măsurarea distanțelor în astronomie
Mai multe metode au fost identificate pentru măsurarea distanțelor în astronomie. Fiecare metodă nu este aplicabilă decât pentru o anumită scară. Verificarea metodelor permite, din aproape în aproape, să se măsoare distanța celor mai îndepărtate obiecte din Universul observabil.

## Măsurarea razei Pământului
Prima măsurare  efectuată în astronomie a fost concepută în secolul al III-lea î.Hr. de Eratostene.

Calculul său era simplu: Soarele este atât de departe încât razele sale ajung paralele în orice punct de pe  Pământ.
Eratostene a citit că la Syene, razele cad vertical într-un puț la amiază (solară), în ziua Solstițiului de vară. Asta înseamnă că atunci când Soarele trece la Zenit, nu e umbră. Mai la nord, în același moment, razele ating Alexandria sub un unghi nenul, pe care l-a măsurat.

Unghiul măsurat este de 1⁄50 din cerc.
Aceasta semnifică faptul că circumferința Pământului este de cincizeci de ori mai mare decât distanța de la Syene la Alexandria.
Eratostene citise, de asemenea, despre caravanele de cămile care plecau din Syene și că acestea făceau cincizeci de zile pentru a sosi la Alexandria, parcurgând o sută de stadii pe zi. A calculat că distanța dintre cele două orașe de pe valea Nilului era de 5.000 de stadii. Stadia echivala cu 158 m. 

Prin măsurarea umbrei făcute de obiecte a căror înălțime este cunoscută, situate în două puncte de pe latitudini diferite, Eratostene a găsit valoarea de 250.000 de stadii (adică 39.500 km) pentru lungimea meridianului, adică circumferința terestră. Această măsurare avea o eroare de aproape 2%. De aici a dedus raza Pământului.

## Măsurări ale distanței dintre Pământ și Lună și ale diametrului Lunii

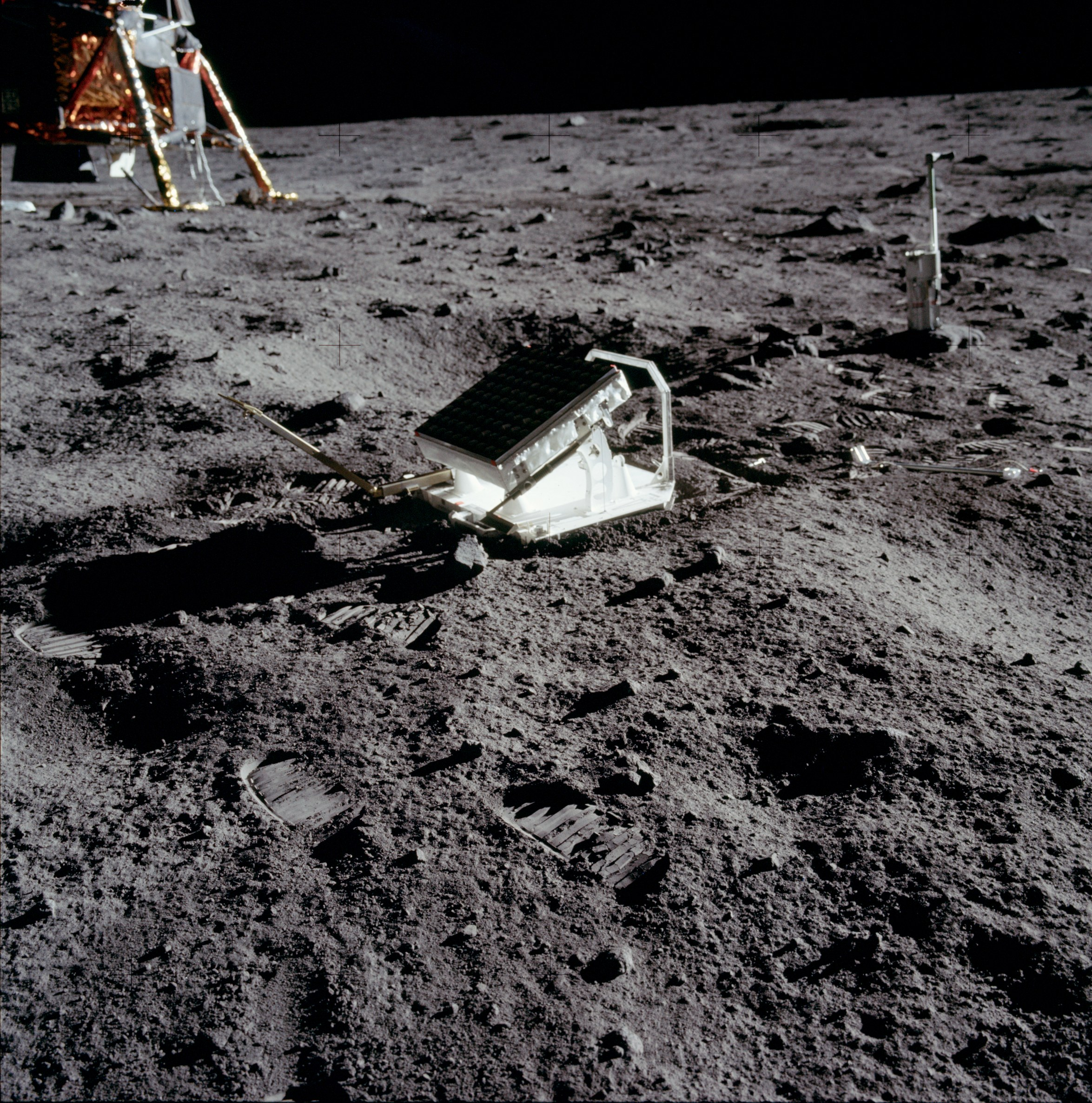
Fotografie a reflectorului depus pe suprafața Lunii, în timpul misiunii Apollo 11.

## Măsurarea distanțelor celor mai apropiate stele

Metoda paralaxei

Distanța  celor mai apropiate stele poate fi obținută cu ușurință prin metoda paralaxei, și în particular paralaxa anuală (paralaxa diurnă nefiind atât de sensibilă pentru acest caz). Principiul este de a măsura, în raport cu stelele îndepărtate, deviația stelelor apropiate la interval de 6 luni, când Pământul se va fi deplasat cu de 2 ori 150 de milioane de kilometri (de două ori distanța dintre Pământ și Soare).
Se obțin rezultate bune pentru stelele situate la distanțe de câteva sute de ani-lumină.
Dincolo de această distanță, această metodă nu se mai potrivește deoarece unghiul măsurat este prea mic pentru a fi apreciat cu precizie.

## Unități de măsură
Există unități de măsură de lungime specifice utilizate în astronomie:
- Anul-lumină;
- Parsecul;
- Unitatea astronomică.